# Kirenga
Kirenga (rusky Киренга) je řeka v Irkutské oblasti v Rusku. Je dlouhá 746 km. Plocha povodí měří 46 600 km². Horní tok na soutokem s Pravou Kirengou se nazývá Levá Kirenga.

## Průběh toku
Pramení na Bajkalském hřbetu. Ústí zprava do Leny.

### Přítoky
- zprava – Ulkan, Miňa
- zleva – Chanda

## Vodní režim
Zdrojem vody jsou převážně dešťové srážky. Průměrný roční průtok vody ve vzdálenosti 18 km od ústí u vesnice Šorochovo činí 658 m³/s. Zamrzá na konci října až v listopadu a rozmrzá na konci dubna až v květnu.

## Využití
Řeka je splavná. Vodní doprava je možná do vesnice Kazačinskoje ve vzdálenosti 228 km od ústí. V ústí se nachází město Kirensk.